# Hendea nelsonensis
Hendea nelsonensis är en spindeldjursart som beskrevs av Forster 1954. Hendea nelsonensis ingår i släktet Hendea och familjen Triaenonychidae. Inga underarter finns listade i Catalogue of Life.